# Rapport de mélange
Cet article concerne le rapport de mélange en météorologie. Pour le rapport de mélange dans une combustion, voir Rapport de mélange (combustion).

Téphigramme avec l'échelle du rapport de mélange indiqué en bas à gauche et qui est reliée aux lignes en fin pointillé avec un angle aigu vers la droite

Le rapport de mélange r d'un volume d'air désigne en météorologie le rapport de la masse de vapeur d'eau qu'il contient à la masse d'air sec. Ce nombre r est sans dimension et devrait donc être en kg/kg. Cependant, ses valeurs restant généralement très faibles, il est d'usage de les manipuler en les multipliant par 1 000, ce qui revient à l'exprimer en grammes de vapeur d'eau par kilogramme d'air sec (g/kg).

## Définition
Le rapport de mélange {\displaystyle r} et la pression partielle de vapeur d'eau {\displaystyle p_{\mathrm {vap} }} sont reliés par
{\displaystyle r(p)={\frac {M_{\mathrm {vap} }}{M_{\mathrm {air} }}}\,{\frac {p_{\mathrm {vap} }}{p-p_{\mathrm {vap} }}},}
où p est la pression atmosphérique, {\displaystyle M_{\mathrm {air} }} la masse molaire moyenne de l'air (28,96 g/mol) et {\displaystyle M_{\mathrm {vap} }} celle de l'eau (18,015 3 g/mol). Le rapport {\displaystyle M_{\mathrm {vap} }/M_{\mathrm {air} }} vaut environ 0,622, soit 622 g/kg.

## Rapport de mélange saturant
| température | rapport de mélange à saturation par rapport à l'eau         |
| (°C)        | ({\displaystyle g_{\mathrm {vap} }/kg_{\mathrm {airsec} }}) |
| ----------- | ----------------------------------------------------------- |
| -10         | 1,6                                                         |
| 0           | 3,8                                                         |
| 10          | 7,6                                                         |
| 20          | 14,7                                                        |
| 30          | 27,2                                                        |
| 40          | 48,9                                                        |

Hormis de possibles passages plutôt brefs et peu intenses par des états de sursaturation, la valeur du rapport de mélange ne peut excéder une valeur maximale à une température et une pression données. En effet, il y a généralement condensation du surplus lorsque la pression de vapeur d'eau atteint la pression de vapeur saturante, {\displaystyle p_{\mathrm {sat} }(T)} qui dépend de la température {\displaystyle T}. 

Le rapport de mélange saturant vaut alors 
{\displaystyle r_{\mathrm {sat} }(p,T)={\frac {M_{\mathrm {vap} }}{M_{\mathrm {air} }}}\,{\frac {p_{\mathrm {sat} }(T)}{p-p_{\mathrm {sat} }(T)}}.}

### rwet ri
{\displaystyle \scriptstyle p_{\mathrm {sat} }(T)} peut représenter la saturation par rapport à l'eau et donne {\displaystyle \scriptstyle r_{\mathrm {w} }(p,T)}. Il peut aussi être par rapport à la glace à une température inférieure au point de congélation et donne {\displaystyle \scriptstyle r_{\mathrm {i} }(p,T)}. 
Comme la valeur de la pression de vapeur au-dessus de la glace est plus petite qu'au-dessus de l'eau, à une pression et température données, la valeur du rapport de saturation pour l'eau est toujours supérieure à celui par rapport pour la glace. Ceci amène la vapeur d'eau contenue dans l'air à se déposer sur tout cristal de glace présent dans l'atmosphère avant de se condenser sur une gouttelette d'eau quand la température est inférieure au point de congélation (effet Bergeron).

## Utilisation
Le rapport de mélange est utilisé pour connaître l'humidité absolue qui n’est, numériquement, autre que {\displaystyle r}. On trouve l’humidité relative par le rapport {\displaystyle r/r_{sat}}.
Sur un diagramme thermodynamique, comme un émagramme ou un téphigramme, le point de rosée d'une parcelle d'air est pointé au point M ayant pour coordonnées la température (T) et la pression atmosphérique (p). Son humidité absolue est alors trouvée en suivant la ligne des valeurs du rapport de mélange croisant M. En pointant, la température de la parcelle à la même pression, on peut obtenir la valeur de {\displaystyle r_{sat}} et faire le calcul de l’humidité relative de l’air.